# Yakuō-ji
Yakuō-ji (薬王寺?) es un templo budista adscrito al Shingon Koyasan en la localidad de Minami, prefectura de Tokushima, Japón. Se trata del 23º templo del Camino de Shikoku. La imagen principal del lugar es Yakushi Nyorai.

## Historia
El templo fue construido durante el reinado del Emperador Shōmu. En la era Bunji, fue destruido por un incendio. Más adelante, el Emperador Go-Daigo (1288–1339) mandó su reconstrucción. El salón principal fue rehabilitado en 1908.

## Arquitectura
El templo se eleva sobre una colina, con los edificios construidos sobre plataformas conectadas entre sí por escalones de piedra. La parte más elevada del recinto es la pagoda de tipo hōtō. El acceso al templo tiene dos escaleras, una con 42 escalones para que los hombres suban y la otra con 33 para las mujeres. El último tramo hacia el salón principal cuenta con 61 escalones.

## Propiedades culturales
La escultura de Kōbō-Daishi y el Mandala Estrella (Navagraha) en el templo fueron designadas propiedad cultural tangible de Minami por la Junta de Educación de Minami el 27 de noviembre de 2015.

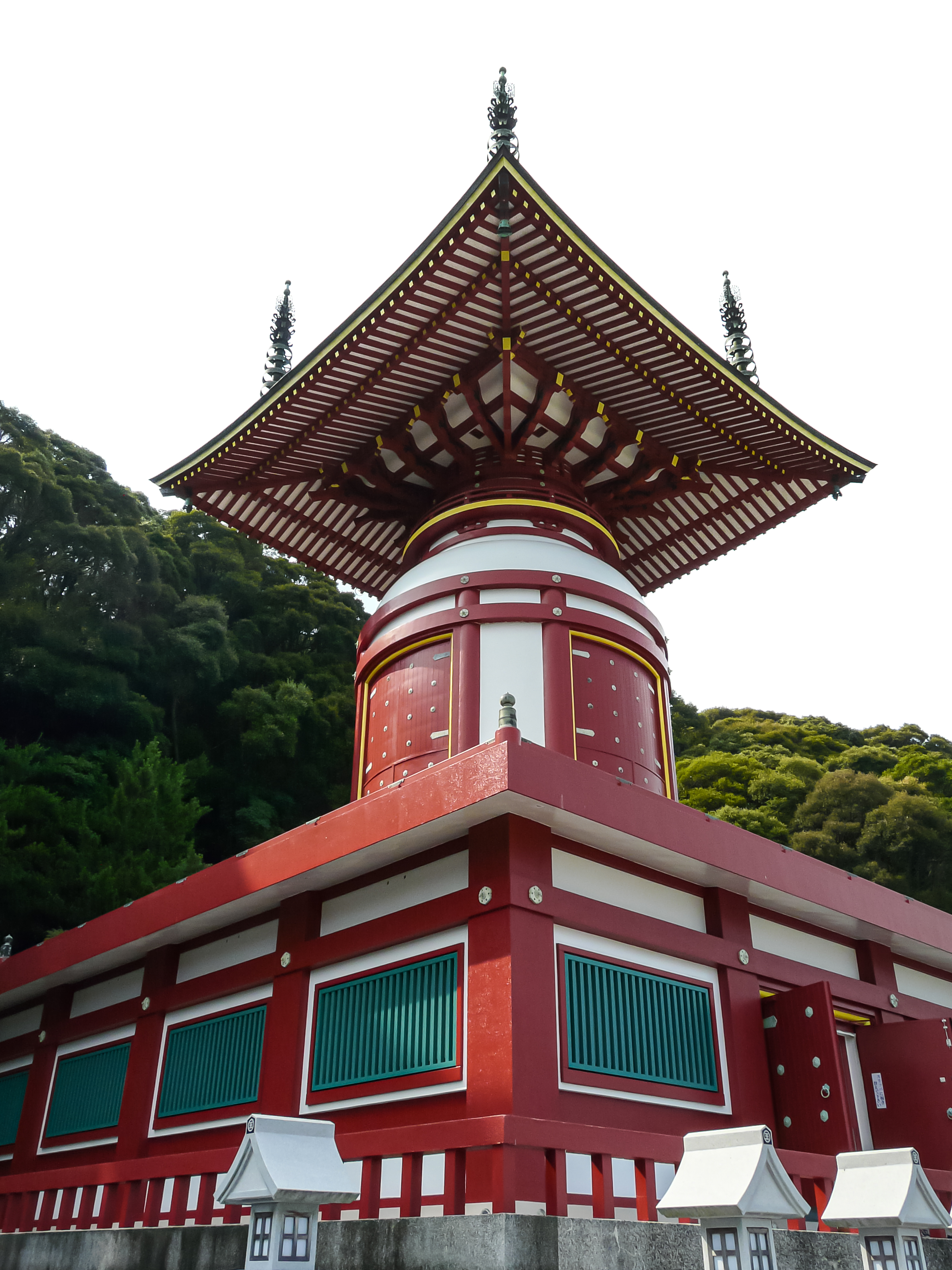
La pagoda del Yakuō-ji.
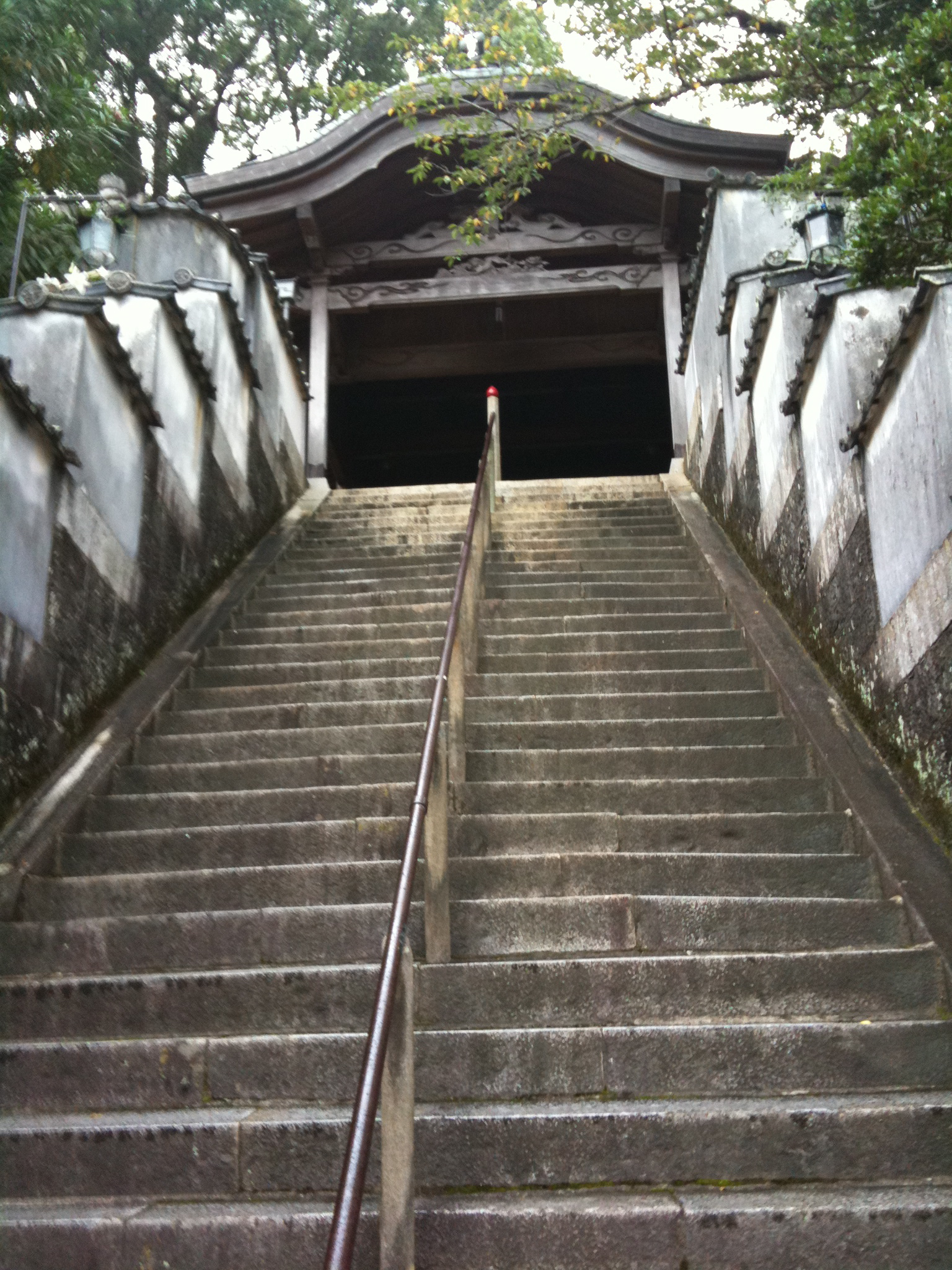
Las escaleras abundan en los terrenos del templo.
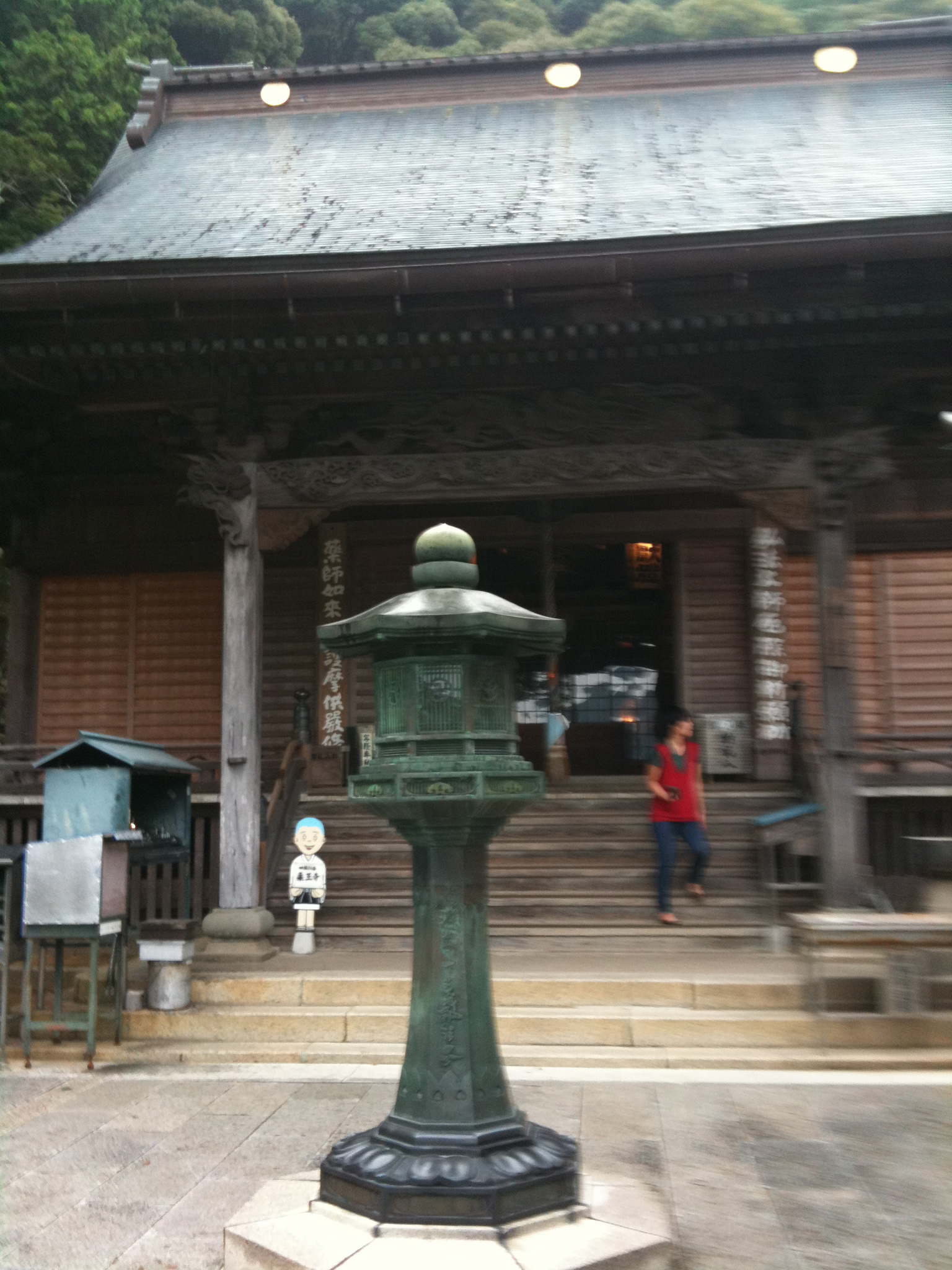